# Robert Curry
Robert Curry (Detroit, 3 settembre 1984) è un cantante soul statunitense, uno dei 5 componenti del gruppo Day 26, anch'egli vincitore del concorso Making the Band 4.